# Trichomycterus chiltoni
Trichomycterus chiltoni é uma espécie de peixe da família Trichomycteridae.
É endémica do Chile.